# Liste der Kulturdenkmäler in Bermuthshain
Die folgende Liste enthält die in der Denkmaltopographie ausgewiesenen Kulturdenkmäler auf dem Gebiet des Ortsteils Bermuthshain der Gemeinde Grebenhain, Vogelsbergkreis, Hessen.
Hinweis: Die Reihenfolge der Denkmäler in dieser Liste orientiert sich an der Anschrift, alternativ ist sie auch nach der Bezeichnung oder der Bauzeit sortierbar.
Kulturdenkmäler werden fortlaufend im Denkmalverzeichnis des Landes Hessen durch das Landesamt für Denkmalpflege Hessen auf Basis des Hessischen Denkmalschutzgesetzes (HDSchG) geführt. Die Schutzwürdigkeit eines Kulturdenkmals hängt nicht von der Eintragung in das Denkmalverzeichnis des Landes Hessen oder der Veröffentlichung in der Denkmaltopographie ab.

| Bild                                                                             | Bezeichnung                    | Lage                                                              | Beschreibung                                                                                  | Bauzeit   | Objekt-Nr. |
| -------------------------------------------------------------------------------- | ------------------------------ | ----------------------------------------------------------------- | --------------------------------------------------------------------------------------------- | --------- | ---------- |
| Ehemaliger Gasthof "Zur Krone" in Bermuthshain, Ansicht von Osten, Aufnahme 2006 | Ehemaliger Gasthof "Zur Krone" | An der Alten Schule 1 LageFlur: 1, Flurstück: 72                  | Gasthaus von 1870, seitlicher Wirtschaftstrakt aus dem mittleren bis späten 18. Jahrhundert   | 1870      |            |
| weitere Bilder                                                                   | Alte Schule                    | An der Alten Schule 7 LageFlur: 1, Flurstück: 69                  | Ehem. Schulhaus (1830–1952) mit evangelischem Betsaal, heute Sitz des Muna-Museums Grebenhain | 1829–1830 |            |
| Bild gesucht BW                                                                  |                                | Bergweg 11 LageFlur: 1, Flurstück: 29                             | Hofanlage mit traufständigem Wohnteil von 1780 und Erweiterung von ca. 1930                   | 1780      |            |
| Haus Birkenweg 2 in Bermuthshain, Ansicht von Osten, Aufnahme 2013               |                                | Birkenweg 2 LageFlur: 1, Flurstück: 18/1                          | Giebelständiger Hof von 1731, rechtwinklig angesetzter jüngerer Stallbau                      | 1731      |            |
| Bild gesucht BW                                                                  |                                | Fuldaer Straße 4 LageFlur: 1, Flurstück: 93/1                     | Streckhof, im späteren 18. Jahrhundert erbaut                                                 |           |            |
| Bild gesucht BW                                                                  |                                | Fuldaer Straße 6 LageFlur: 1, Flurstück: 91                       | Dreizoniger Scheunen- und Stallbau von 1754, gegen 1900 baulich verändert                     | 1754      |            |
| Bild gesucht BW                                                                  |                                | Fuldaer Straße 19 LageFlur: 1, Flurstück: 54                      | Hofanlage, Wohnhaus um 1700 erbaut, augenscheinlich ältestes Haus des Ortes                   |           |            |
| Bild gesucht BW                                                                  |                                | Lindenweg 5 LageFlur: 1, Flurstück: 79                            | Traufständiger Einhof, wohl um älteren Kern im 19. Jahrhundert erneuert                       |           |            |
| Bild gesucht BW                                                                  | Gasthaus "Zum Goldenen Stern"  | Ober-Mooser Straße 11 LageFlur: 1, Flurstück: 73                  | Gasthaus von 1892 mit zwei Wirtschaftsflügeln                                                 | 1892      |            |
| Bild gesucht BW                                                                  |                                | Ober-Mooser Straße 23 LageFlur: 1, Flurstück: 4                   | Bäuerliches Wohnhaus von 1904–1905                                                            | 1904–1905 |            |
| Bild gesucht BW                                                                  | Gefallenendenkmal              | Ober-Mooser Straße o. Nr. LageFlur: 4, Flurstück: 105             | auf dem Friedhof, 1921 errichtet                                                              | 1921      |            |
| Bild gesucht BW                                                                  | Friedensdenkmal 1871           | Außerhalb der Ortslage (Am Höllerich) LageFlur: 10, Flurstück: 2  | zum Gedenkstein an das Friedensfest am 4. Mai 1871 umgestalteter Grenzstein                   | 1871      |            |
| weitere Bilder                                                                   | Wilhelm-Dillemuth-Schanze      | Außerhalb der Ortslage (Am Höllerich). LageFlur: 10, Flurstück: 2 | Mattensprungschanze, von 1966–1970 errichtet                                                  | 1966–1970 |            |